# Nikolaus Welter
Nikolaus “Nik” Welter (Mersch, 2 de gener de 1871 - Ciutat de Luxemburg, 13 de juliol de 1951) fou un escriptor, polític i crític literari luxemburguès. Va estudiar a Lovaina, París, Bonn i Berlín, fou professor a Diekirch i a l'Ateneu de Luxemburg. També treballà com a ministre d'ensenyament durant el govern d'Émile Reuter.

## Obres
- Frederi Mistral. Der Dichter der Provence. Elwert Verlag, Marburg/Lahn 1899.
- Aus alten Tagen. Gedichte
- Jóusè Roumanille. 1898/99
- Siegfried und Melusina. Dramatisierte Volkssagein drei Abtheilungen. Concordia DVA, Berlín 1900.
- Theodor Aubanel, 1902, en francès el 1904 amb Frédéric Charpin
- Frühlichter. Gedichte. AVG, Múnic 1903.
- Adlers Aufflug. Drama. 1905
- Lene Frank. Ein Lehrerinnendrama. Viena 1906.
- Die Dichter der luxemburgischen Mundart. Literarische Unterhaltungen. 2. Aufl. Verlag Schroell, Luxemburg 1906.
- Prof. Forster. Ein Trauerspiel in fünf Aufzügen. Literaturanstalt Àustria, Viena 1908.
- Hohe Sonnentage. Ein Ferienbuch aus der Provence und Tunesien. Kösel Verlag, Múnic 1909.
- In Staub und Gluten. Neue Gedichte. 2. Aufl. Verlag für Literatur, Kunst und Musik, Leipzig 1909.
- Mansfeld. Ein Schicksalsspiel in vier Akten. Verlag Schroell, Diekirch 1912.
- Franz Bergg (1866–1913). Ein Proletarierleben. Neuer Frankfurter Verlag, Frankfurt/M. 1913.
- Hochofen. Ein Büchlein Psalmen. Verlag Schroell, Luxemburgo 1913.
- Über den Kämpfen. Zeitgedichte eines Neutralen. 6. Aufl. Worré-Mertens, Luxemburg 1915.
- Der Abtrünnige. Eine Koomödie der Treue. 2. Aufl. Soupert, Luxemburgo 1916.
- Der Wurm. Ein Überrumpelungsspiel.
- Dantes Kaiser. Geschichtliches Charakterspiel in fünd Aufzügen. Müller Verlag, München 1922.
- Griselinde. Ein Schauspiel in drei Aufzügen und vier Bildern. Linden & Hansen Verlag, Luxemburg 1918 (Musik von Alfred Kowalsky).
- Grossmama. Die Tragödie einer Seele; Drama in einem Aufzug.
- Die Braut oder das Mädchen von Grevenmacher. Drama.
- Im Dienste. Erinnerungen aus verworrener Zeit. St.-Paulus-Druckerei, Luxemburg 1925.
- Im Werden und Wachsen. Erlebnisse eines Jungen. 4. Aufl. Selbsverlag, Luxemburg 1926
- Gesammelte Werke. Westermann Verlag, Braunschweig 1925/26 (5 Bände).
- Geschichte der französischen Literatur. 3. Aufl. Verlag Kösel & Pustet, Múnic, 1928.
- Die Söhne des Öslings. Ein Bauerndrama aus der Zeit der französischen Revolution in fünf Aufzügen. 4. Aufl. St.-Paulus-Druckerei, Luxemburgo 1928.
- Mundartliche und hochdeutsche Dichtung in Luxemburg. Ein Beitrag zur Geistes- und Kulturgeschichte des Großherzogtums. St.-Paulus-Druckerei, Luxemburg 1929.
- Michel Rodange: Dem Grow Sigfrid seng Goldkuommer. Komëdesteck a fünf Acten. Linden & Hansen, Luxemburg 1929
- Goethes Husar. Aus seinem „Dichtung und Wahrheit“ in drei Aufzügen. Linden & Hansen Verlag, Luxemburg 1932.
- In der Abendsonne. Zwiegesang. Hansen VG, Saarlouis 1935
- Freundschaft und Geleit. Erinnerungen. St.-Paulus-Druckerei, Luxemburg 1936.
- Das Luxemburgische und sein Schrifttum. Neuaufl. Soupert, Luxemburg 1938.